# Северный Эпир

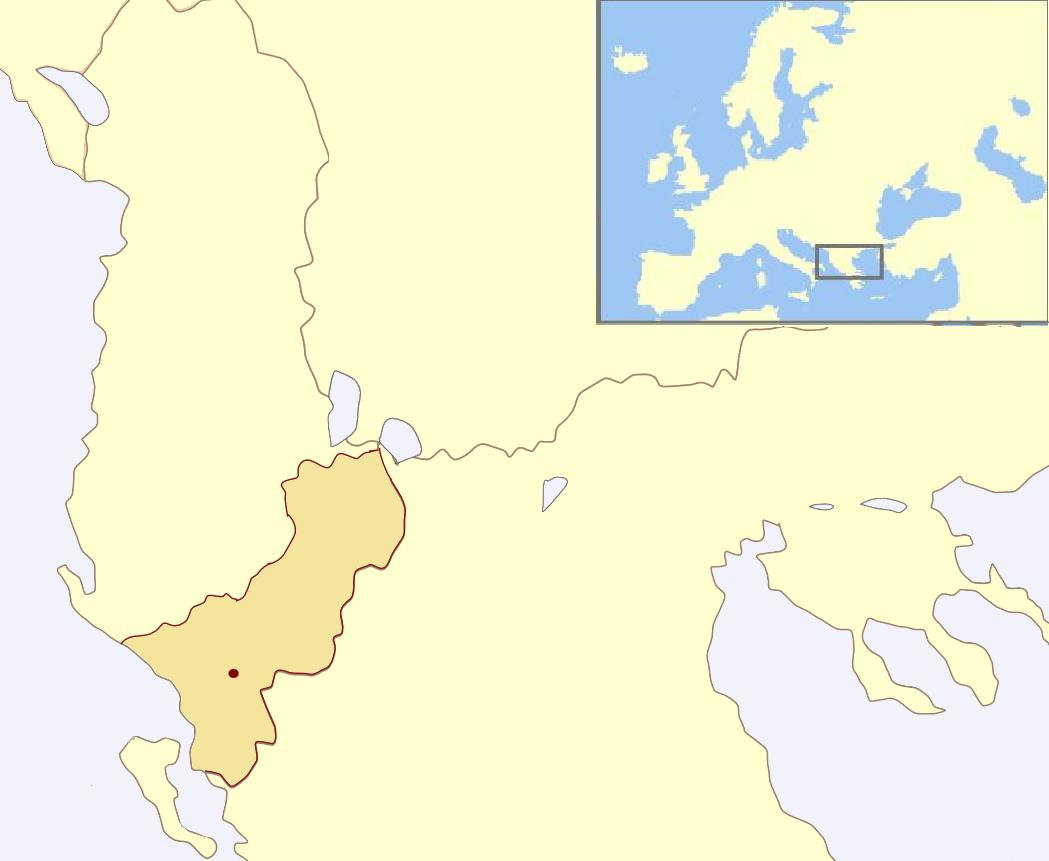
Территория, заявленная как часть Северного Эпира

Се́верный Эпи́р (греч. Βόρειος Ήπειρος — Во́риос И́пирос, алб. Epiri i Veriut) — термин, используемый для обозначения тех частей исторического региона Эпир, которые сегодня являются частью Албании. Этот термин используется в основном греками и связан с существованием значительного этнического греческого населения в регионе. Он также связан с политическими притязаниями на территорию на том основании, что она была освобождена от осман Грецией и в 1914 году была объявлена независимым государством местными греками, которые были против присоединения к недавно основанному Албанскому княжеству. Этот термин обычно отвергается большинством албанцев из-за его ирредентистских ассоциаций. Греков, живущих в Северном Эпире, называют эпиротами (или ипиротами, греч. ηπειρώτες) или северными эпиротами (греч. βορειοηπειρώτες).
Термин «Северный Эпир» впервые был использован в официальной греческой переписке в 1886 году для описания северных частей вилайета Янина. Он начал активно использоваться греками в 1913 году, после создания албанского государства после Балканских войн и включения в него территории, которая рассматривалась многими греками как географически, исторически, культурно и этнологически связанная с греческим регионом Эпира с древности. Весной 1914 года этническими греками на этой территории была провозглашена Автономная Республика Северного Эпира, признанная албанским правительством, хотя она оказалась недолгой, поскольку Албания распалась с началом Первой мировой войны. Греция удерживала этот район между 1914 и 1916 годами и безуспешно пыталась аннексировать его в марте 1916 года. В 1917 году греческие войска были изгнаны из этого района Италией, которая захватила большую часть Албании. Парижская мирная конференция 1919 года отдала этот район Греции, однако в ноябре 1921 года, после поражения Греции в греко-турецкой войне, этот район вернулся под контроль Албании. В межвоенный период оставалась высокая напряжённость из-за проблем образования, связанных с греческим меньшинством в Албании. После вторжения Италии в Грецию с территории Албании в 1940 году и успешного греческого контрнаступления греческая армия недолго удерживала Северный Эпир в течение шестимесячного периода до немецкого вторжения в Грецию в 1941 году.
Напряженность оставалась высокой во время Холодной войны, поскольку греческое меньшинство подвергалось репрессивным мерам (наряду с остальной частью населения страны). Хотя режим Энвера Ходжи признал греческое меньшинство, это признание распространялось только на «официальную зону меньшинств», состоящую из 99 деревень, за исключением важных районов греческого поселения, таких как Химара. Люди, находящиеся за пределами официальной зоны меньшинств, не получали образования на греческом языке, его использование было запрещено в общественных местах. Режим Ходжи также ослабил этническое единство региона, переселив проживающих там греков и поселив вместо них албанцев из других частей страны. Отношения начали улучшаться в 1980-х годах с отказом Греции от любых территориальных претензий на Северный Эпир и отменой официального военного положения между двумя странами. В эпоху после окончания Холодной войны отношения продолжали улучшаться, хотя сохраняется напряжённость по поводу доступности образования на греческом языке за пределами официальной зоны меньшинств, имущественных прав, и случайные инциденты с применением насилия в отношении представителей греческого меньшинства.

## География

Древнегреческие поселения в Албании. Классический Эпир показан серым цветом. Границы Древнего Эпира (синий), древней Македонии (зеленый). Синяя пунктирная линия: границы греческого мира c. 6-го века нашей эры.

Термин Эпир используется как в албанском, так и в греческом языке, но в албанском языке относится только к историческому, а не к современному региону.
В древности северной границей исторической области Эпира (и древнегреческого мира) был залив Орикум, или, как вариант, устье реки Аоос, непосредственно к северу от залива Аулон (современный Влёра). На юге классический Эпир заканчивался Амбракийским заливом, а на востоке его отделяли от Македонии и Фессалии горы Пинд. Остров Корфу, расположенный у берегов Эпира, не считается его частью.
«Северный Эпир» вместо чётко определенного географического термина является в значительной степени политическим и дипломатическим термином, применяемым к тем районам, частично населённым этническими греками, которые были включены в новое независимое албанское государство в 1913 году. Согласно определению XX века, Северный Эпир простирается от Акрокераунских гор к северу от Химары на юг до греческой границы и от Ионического побережья до озера Преспа. Регион, определённый как Северный Эпир, таким образом, простирается дальше на восток, чем классический Эпир, и включает в себя части исторического региона Македония. Северный Эпир суров, характеризуется крутыми известняковыми хребтами, которые параллельны Ионическому побережью, с глубокими долинами между ними. Основные реки района: Вьоса (греч. Αώος), её притока Дрино (греч. Δρίνος), Осуми (греч. Άψος) и Деволи (греч. Εορδαϊκός). Некоторые из городов и посёлков региона: Химара, Саранда, Дельвина, Гирокастра, Тепелена, Пермети, Лесковик, Эрсека, Корча, Билишт и некогда процветающий город Мосхополь.

## История

### Мифологические основатели и древние поселения
Многие поселения региона связаны с Троянским эпическим циклом. Элпенор из Итаки, возглавлявший Локрийцев и Абанты из Эвии, основал города Орикум и Трониум на берегу Авлонского залива. Считалось, что Амантия была основана Абантами из Трония. Неоптолем из Эакидской династии, возглавлявших Мирмидонян, основал поселение, которое в классической древности стало известно как Биллиаки (около Аполлонии). Считалось, что Эней и Гелен основали Бутротон (современный Бутринти). Более того, сын Гелена по имени Хаон считался родовым вождём Хаонийцев.

### Доисторический и древний период
Эпир был заселён, по крайней мере, с неолитических времён моряками вдоль побережья и охотниками и пастухами внутри страны, которые принесли с собой греческий язык. Эти люди хоронили своих вождей в больших курганах, содержащих шахтные могилы, подобные микенским гробницам, что указывает на родовую связь между Эпиром и микенской цивилизацией.
Самыми ранними зарегистрированными жителями региона (около 7 века до н. э.) были Хаонийцы, одно из главных греческих племён древнего Эпира, и этот регион был известен как Хаония. В течение 7-го века до нашей эры хаонийское правление было доминирующим в регионе, и их власть простиралась от Ионического побережья до региона Корча на востоке. Важные поселения Хаонийцев в этом районе включали их столицу Финики, порты Онхесмос и Химаера (современные Саранда и Химара, соответственно) и порт Бутротон (современный Бутринти). Курган II в Куч-и-Зи близ современной Корчи относится к этому периоду (около 650 г. до н. э.), и утверждается, что он принадлежал Хаонийской знати. Сила Хаонийцев помешала другим грекам основать колонии на Хаонском побережье, однако несколько колоний были основаны в 8-6 веках до н. э. непосредственно к северу от Керавнийских гор, северной границы территории хаонийцев. К ним относятся Авлон (современная Влёра), Аполлония, Эпидамн (современный Дуррес), Орикум, Троний и Амантия.
В 330 году до н. э. племена Эпира были объединены в единое царство под руководством эакидского правителя Алкета II из Молосцев, а в 232 году до н. э. эпироты основали «Союз ипириотов» (греч. Κοινόν Ηπειρωτών), одним из центров которой была Финикия. Единое государство Эпир было значительной силой в греческом мире вплоть до римского завоевания в 167 году до н. э.

### Римский и Византийский период
Христианство впервые распространилось в Эпире в течение первого века нашей эры, но не преобладало до IV века. Присутствие местных епископов во вселенских соборах (уже с 381 г. н. э.) доказывает, что христианство было хорошо организовано и уже широко распространено в греческом мире римского и постримского периода.
В римские времена древнегреческий регион Эпир стал провинцией Epirus vetus («Старый Эпир»), в то время как новая провинция Epirus Nova («Новый Эпир») была сформирована из частей Иллирии, которые стали «частично эллинистическими или частично эллинизированными». Линией раздела между Новым Эпиром и провинцией Иллирикум была река Дрин на территории современной северной Албании. Эта линия деления также соответствует линии Иречека, которая делит Балканы на те области, которые в древности находились под эллинским влиянием, и те, которые находились под латинским влиянием.
Когда Римская империя разделилась на Восточную и Западную, Эпир стал частью Восточно-Римской (Византийской) империи; регион стал свидетелем нашествий нескольких народов: вестготов, аваров, славян, сербов, норманнов и различных итальянских городов-государств и династий (XIV век). Однако культура региона оставалась тесно связанной с центрами греческого мира и сохраняла свой греческий характер на протяжении всего средневекового периода.
В 1204 году регион вошел в состав Эпирского деспотата, государства-преемника Византийской империи. Деспот Михаил I Комнин Дука нашел там сильную греческую поддержку, чтобы облегчить свои притязания на возрождение Империи. В 1210 году было зафиксировано самое раннее упоминание албанцев в регионе, однако значительные албанские перемещения не упоминаются до 1337 года. В 1281 году сильная Сицилийская армия, которая планировала завоевать Константинополь, была отбита в Берате после серии совместных операций местных эпиротов и византийских войск. В 1345 году регион находился под властью сербов, возглавляемых Стефаном Душаном. Однако сербские правители сохранили большую часть византийской традиции и использовали византийские титулы для обеспечения лояльности местного населения. В то же время венецианцы контролировали различные порты стратегического значения, такие как Вутротон, но Османское присутствие становилось все более и более интенсивным, пока, наконец, в середине XV века вся область не попала под турецкое господство.

### Османский период
После османского завоевания местные власти были исключительно мусульманскими, этнически албанскими или турецкими. Тем не менее, были определенные части Эпира, которые пользовались местной автономией, такие как Химара, Дровиани или Москополе. Несмотря на османское присутствие, христианство преобладало во многих областях и стало важной причиной сохранения греческого языка, который также был языком торговли. Между 16 и 19 веками жители региона участвовали в греческом просвещении. Один из ведущих деятелей того периода, православный миссионер Косма Этолийский, много путешествовал и проповедовал в Северном Эпире, основав Акрокераунскую школу в Химаре в 1770 году. Считается, что он основал более 200 греческих школ до его казни турецкими властями близ Берата. Кроме того, первый печатный станок на Балканах, после Константинополя, был основан в Москополе (именовавшимся «Новыми Афинами») местным греком. С середины XVIII века торговля в регионе процветала, и большое количество учебных заведений и учреждений было основано всюду по сельским районам и крупным городским центрам как благотворительные акции несколькими предпринимателями-эпиротами. В Корче был создан специальный фонд, направленный на создание греческих культурных учреждений.
В этот период периодически вспыхивал ряд восстаний против Османской империи. В Пелопонесском восстании (1770) несколько отрядов ризиотов, хормовитов и гимариотов поддержали вооружённую операцию. Северный Эпир также принимал участие в греческой войне за независимость (1821—1830): многие местные жители восстали, организовали вооруженные группы и присоединились к революции. Самыми выдающимися личностями были инженер Константинос Лагумидзис из Хормово и Спиромилиос из Химары. Последний был одним из самых активных генералов среди революционеров и участвовал в нескольких крупных вооружённых конфликтах, таких как третья осада Месолонгиона, где Лагумицис был главным инженером защитников. Спиромилиос также стал видным политическим деятелем после создания Греческого королевства и незаметно поддержал восстание своих соотечественников в оккупированном османами Эпире в 1854 году. Ещё одно восстание в 1878 году в регионе Саранда-Дельвина, где революционеры требовали союза с Грецией, было подавлено османскими войсками, а в 1881 году Берлинский трактат предоставил Греции самые южные районы Эпира.
Согласно Османской системе милетов, религия была главным маркером этнической принадлежности, и таким образом все православные христиане (греки, арумыны, православные албанцы, славяне и т.) классифицировались как «греки», в то время как все мусульмане (включая албанцев, греков и славян) считались «турками». Господствующая в Греции точка зрения рассматривает православие как неотъемлемый элемент эллинского наследия, как часть его византийского прошлого. Таким образом, официальная политика греческого правительства с 1850 по 1950 год придерживалась мнения, что язык не является решающим фактором для установления греческой национальной идентичности.

### Балканские войны (1912—1913)
С началом Первой Балканской войны (1912—1913) и поражением Османской империи греческая армия вошла в регион. Результаты Лондонского и Бухарестского мирных договоров, подписанных в конце Второй Балканской войны, были непопулярны как среди греков, так и среди албанцев, поскольку поселения этих двух народов существовали по обе стороны границы: южная часть Эпира была уступлена Греции, а Северный Эпир, уже находившийся под контролем греческой армии, был передан вновь созданному албанскому государству. Однако из-за позднего появления и текучести албанской национальной идентичности и отсутствия религиозных албанских институтов лояльность в Северном Эпире, особенно среди православных, потенциальному албанскому правлению во главе с албанцами-мусульманами не гарантировалась.

### Автономная Республика Северного Эпира (1914)

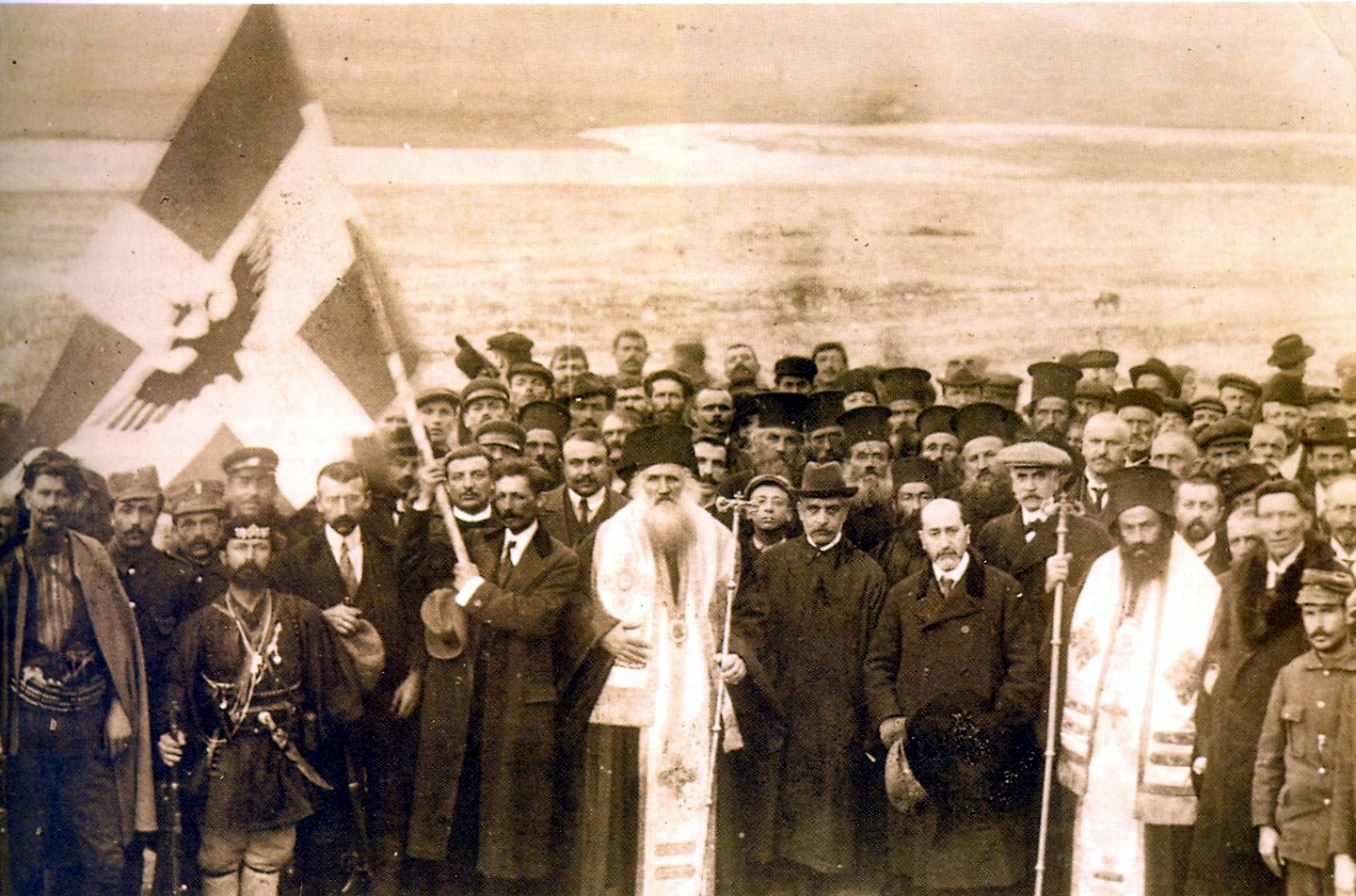
Официальное объявление автономии в Гирокастре. 1 марта 1914 года

В соответствии с пожеланиями местного греческого населения в марте 1914 года прогреческой партией, которая в то время находилась у власти в Южной Албании была провозглашена Автономная Республика Северного Эпира, с центром в Гирокастре. Георгиос Христакис-Зографос, выдающийся греческий политик из Лункхери, взял инициативу на себя и стал главой Республики. В Северном Эпире вспыхнули бои между нерегулярными греческими войсками и албанцами-мусульманами, выступавшими против движения северных эпиротов. В мае того же года автономия была подтверждена Корфским протоколом, подписанным представителями Албании и Северного Эпира и одобренным великими державами. Подписание Протокола гарантировало, что регион будет иметь свою собственную администрацию, признаёт права местных греков и обеспечивает самоуправление под номинальным албанским суверенитетом. Однако это соглашение так и не было полностью выполнено, поскольку, когда в июле разразилась Первая Мировая война, Албания распалась. Автономная Республика Северный Эпир, хотя и недолговечная, оставила после себя значительный исторический след, например, свои собственные почтовые марки.

### Первая мировая война и последующие мирные договоры (1914—1921)
В соответствии с соглашением между союзниками, заключенным в октябре 1914 года, греческие войска вновь вошли в Северный Эпир, а итальянцы захватили регион Влёра. Греция официально аннексировала Северный Эпир в марте 1916 года, но была вынуждена отказаться от него под давлением великих держав. Во время войны французская армия оккупировала район вокруг Корчи в 1916 году и основала Республику Корча. В 1917 году Греция уступила контроль над остальной частью Северного Эпира Италии, которая к тому времени захватила большую часть Албании. Парижская мирная конференция 1919 года предоставила этот район Греции после Первой мировой войны, однако политические события, такие как поражение Греции в греко-турецкой войне (1919—1922) и, что особенно важно, итальянское, австрийское и немецкое лоббирование в пользу Албании, привели к тому, что область была уступлена Албании в ноябре 1921 года.

### Межвоенный период (1921—1939)
Албанское правительство, вступив в Лигу Наций (октябрь 1921 года), взяло на себя обязательство уважать социальные, образовательные и религиозные права каждого меньшинства. Возникли вопросы по поводу численности греческого меньшинства: албанское правительство требовало 16 000 человек, а Лига Наций оценивала его в 35 000 — 40 000 человек. В этом случае лишь ограниченная территория в районах Гирокастры, Саранды и четырёх деревнях в районе Химары, насчитывающая 15 000 жителей, была признана зоной греческого меньшинства.
В последующие годы были приняты меры по подавлению образования для греческого меньшинства. Албанское государство рассматривало греческое образование как потенциальную угрозу своей территориальной целостности, в то время как большая часть преподавательского состава считалась подозрительной и поддерживала движение за Северный Эпир. В октябре 1921 года албанское правительство признало права меньшинств и легализовало греческие школы только в грекоязычных поселениях, расположенных в пределах «признанной зоны меньшинств». В остальной части страны греческие школы были либо закрыты, либо насильственно преобразованы в албанские школы, а учителя были высланы из страны. В середине 1920-х годов попытки открыть греческие школы и педагогические колледжи в городских районах со значительным греческим населением наталкивались на трудности, которые привели к отсутствию городских греческих школ в ближайшие годы. 360 школ довоенного стали массово закрываться в последующие годы, и образование на греческом языке было окончательно ликвидировано в 1935 году: 1926: 78, 1927: 68, 1928: 66, 1929: 60, 1930: 63, 1931: 64, 1932: 43, 1933: 10, 1934: 0. После вмешательства Лиги Наций в 1935 году было вновь открыто ограниченное число школ, и только те из них, которые находились внутри официально признанной зоны.
В этот период албанское государство возглавляло усилия по созданию независимой православной церкви (вопреки Корфскому протоколу), тем самым уменьшая влияние греческого языка на юге страны. Согласно закону 1923 года, священники, не говорящие на албанском языке, а также не имеющие албанского происхождения, были исключены из этой новой автокефальной церкви.

### Вторая мировая война (1939—1945)
В 1939 году Албания стала итальянским протекторатом и использовалась для облегчения военных операций против Греции в следующем году. Итальянское наступление, начатое 28 октября 1940 года, было быстро отбито греческими войсками. Греческая армия, хотя и столкнулась с численно и технологически превосходящей армией, контратаковала и в следующем месяце сумела войти в Северный Эпир. Таким образом, Северный Эпир стал местом первой явной неудачи для стран гитлеровской коалиции. Однако после шестимесячного периода греческого правления в апреле 1941 года последовало вторжение нацистской Германии в Грецию, и Греция капитулировала.
После капитуляции Греции Северный Эпир вновь стал частью оккупированного Италией албанского протектората. Многие северные эпироты формировали группы сопротивления и организации в борьбе с оккупационными войсками. В 1942 году был сформирован Фронт освобождения Северного Эпира. Некоторые другие присоединились к левой албанской национально-освободительной армии, в которой они сформировали отдельный батальон (названный Танасис Зикос). В течение октября 1943 — апреля 1944 года албанская коллаборационистская организация Балли Комбетар при поддержке немецких офицеров предприняла крупное наступление в Северном Эпире. Результаты были разрушительными. За этот период было сожжено или разрушено свыше 200 греческих городов и деревень, убито 2000 северных эпиротов, заключено в тюрьмы 5000 и взято в концентрационные лагеря 2000 заложников. Кроме того, было разрушено 15 000 домов, школ и церквей. Тридцать тысяч человек должны были искать убежище в Греции во время и после этого периода, покинув свою родину. Когда война закончилась и коммунисты получили власть в Албании, резолюция Сената Соединенных Штатов потребовала передачи региона греческому государству, но согласно следующим послевоенным международным мирным договорам он остался частью албанского государства.

### Период холодной войны (1945—1991)

#### Общие нарушения прав человека и меньшинств
После Второй мировой войны Албанией управлял режим во главе с Энвером Ходжой, который подавлял греческое меньшинство (вместе с остальным населением) и принимал меры, чтобы рассеять его или, по крайней мере, сохранить его лояльность Албании. На начальном уровне школьникам преподавали только албанскую историю и культуру, зона меньшинств была сокращена со 103 до 99 деревень (исключая Химару), многие греки были насильственно переселены из зон меньшинств в другие части страны, тем самым утратив свои основные права меньшинств. Греческие топонимы были заменены на албанские, и греки были вынуждены изменить свои личные имена на албанские имена. Археологические памятники древнегреческой и Римской эры также были представлены государством как «иллирийские». Использование греческого языка, запрещённого повсеместно за пределами зон проживания меньшинств, было запрещено также для многих официальных целей внутри этих зон. В результате такой политики отношения с Грецией оставались крайне напряжёнными на протяжении большей части холодной войны. С другой стороны, Энвер Ходжа отдавал предпочтение нескольким конкретным представителям меньшинства, предлагая им видные позиции в системе страны в рамках своей политики «токенизма». Однако, когда советский Генеральный секретарь Никита Хрущев спросил о предоставлении большего количества прав меньшинству, даже автономии, ответ был отрицательным.

#### Цензура
Строгая цензура была введена в коммунистической Албании ещё в 1944 году, в то время как пресса оставалась под жёстким диктаторским контролем вплоть до 1991 года. В 1945 году Лаико Вима, пропагандистский орган партии труда Албании, был единственным печатным изданием, которое было разрешено издавать на греческом языке и было доступно только в пределах округа Гирокастра.

#### Переселенческая политика
Хотя греческое меньшинство имело некоторые ограниченные права, в этот период ряд албанцев-чамов, которые были изгнаны из Греции после Второй мировой войны, получили новые дома в этом районе, разбавляя местный греческий элемент. Албанская политика переселения включала албанских мусульманских сельских жителей, которые в качестве государственных служащих были переселены во вновь созданные деревни, которые служили буферной зоной между признанной греческой «зоной меньшинства» и традиционно православными албанскоязычными регионами внутренне поляризованной национальной идентичности, а также постоянное поселение албанского населения внутри зоны меньшинства и в других традиционно грекоязычных регионах, таких как Химара.

#### Изоляция и трудовые лагеря
Ходжисткая Албания, становясь всё более изоляционистской после десталинизации и смерти Мао Цзэдуна (1976), ограничивала число въезжающих в страну до 6000 человек в год и изолировала тех немногих, кто приезжал в Албанию. Страна была практически изолирована, и обычными наказаниями за попытки бежать из страны для этнических греков были казни для преступников и ссылки для их семей, обычно в шахтерские лагеря в центральной и северной Албании. Режим содержал двадцать девять тюрем и трудовых лагерей по всей Албании, которые год за годом заполнялись более чем 30 000 «врагов государства». Неофициально сообщалось, что значительная часть заключённых были этническими греками. За это время некоторым грекам и православным албанцам с греческим национальным сознанием удалось бежать из Албании и переселиться в Грецию.

#### Запрещение религии
Государство пыталось подавить любую религиозную практику (как общественную, так и частную), приверженность которой считалась «антисовременной» и опасной для единства албанского государства. Этот процесс начался в 1949 году с конфискации и национализации имущества Албанской православной Церкви и усилился в 1967 году, когда власти провели насильственную кампанию по уничтожению всей религиозной жизни в Албании, утверждая, что она разделила албанскую нацию и держит её в состоянии отсталости. Студенческие агитаторы прочёсывали сельскую местность, точно так же заставляя албанцев и греков прекратить исповедовать свою веру. Все церкви, мечети, монастыри и другие религиозные учреждения были закрыты или превращены в склады, гимназии и мастерские. Духовенство было заключено в тюрьму, и владение иконой стало преступлением, которое могло быть преследовано по албанскому закону. Кульминацией кампании стало объявление о том, что Албания стала первым в мире атеистическим государством, и этот подвиг был объявлен одним из величайших достижений Энвера Ходжи. Христианам было запрещено упоминать о православии даже в собственных домах, посещать могилы своих родителей, зажигать поминальные свечи или креститься. В этом отношении кампания против религий непропорционально сильно ударила по этническим грекам, поскольку принадлежность к восточному православному обряду традиционно была сильной составляющей греческой идентичности.

### Оттепель 1980-х годов
Первая серьезная попытка улучшить отношения была предпринята Грецией в 1980-х годах, во время правления Андреаса Папандреу. В 1984 году во время выступления в Эпире Папандреу заявил, что нерушимость европейских границ, предусмотренная Хельсинкским заключительным актом 1975 года, подписанным Грецией, распространяется и на греко-албанскую границу. Наиболее значительные изменения произошли 28 августа 1987 года, когда греческий Кабинет министров отменил военное положение, объявленное с ноября 1940 года. В то же время Папандреу выразил сожаление по поводу «жалкого положения, в котором живут греки в Албании».

### Посткоммунистический период (с 1991 года)
Начиная с 1990 года значительное число албанских граждан, включая представителей греческого меньшинства, стали искать убежища в Греции. Этот исход стал массовым к 1991 году, создав новую реальность в греко-албанских отношениях. С падением коммунизма в 1991 году православные церкви были вновь открыты, и религиозные практики были разрешены после 35 лет строгого запрета. Кроме того, первоначально было расширено грекоязычное образование. В 1991 году магазины этнических греков в городе Саранда подверглись нападению, и межэтнические отношения по всей Албании ухудшились. Напряженность между греками и албанцами обострилась в ноябре 1993 года, когда албанская полиция принудительно закрыла семь греческих школ. В 1994 году в Албании продолжалась чистка этнических греков в профессиях, причем особое внимание уделялось вопросам права и военной деятельности.

### Суд над пятью омонийцами
Напряженность усилилась, когда 20 мая 1994 года албанское правительство арестовало пятерых членов этнической греческой правозащитной организации «Омония» по обвинению в государственной измене, обвинив их в сепаратистской деятельности и незаконном хранении оружия (позднее появился и шестой обвиняемый). Они были приговорены к лишению свободы на срок от шести до восьми лет. Обвинения, способ проведения судебного разбирательства и его результаты подверглись резкой критике со стороны Греции, а также международных организаций. Греция ответила замораживанием всей помощи Албании со стороны ЕС, закрытием её границы с Албанией, а также высылкой в период с августа по ноябрь 1994 года свыше 115 000 нелегальных албанских иммигрантов — цифра, приведённая в докладе Государственного департамента США по правам человека и переданная американским властям их греческим коллегой. Напряженность ещё больше усилилась, когда албанское правительство разработало закон, требующий, чтобы глава Православной Церкви в Албании родился в Албании, что заставило бы тогдашнего главу церкви, греческого архиепископа Анастасия (Яннулатоса) покинуть свой пост. Однако в декабре 1994 года Греция начала разрешать ограниченную помощь ЕС Албании в качестве жеста доброй воли, в то время как Албания освободила двух обвиняемых омонийцев и сократила сроки наказания остальных четырех. В 1995 году остальные подсудимые были освобождены с отсрочкой исполнения приговора.

### Последующие годы
В последние годы отношения значительно улучшились; 21 марта 1996 года Греция и Албания подписали соглашение о дружбе, сотрудничестве, добрососедстве и безопасности. Кроме того, Греция является главным иностранным инвестором Албании, инвестировав более 400 миллионов долларов в Албанию, второго по величине торгового партнера Албании, на долю греческой продукции приходится около 21 % албанского импорта и 12 % албанского экспорта, поступающего в Грецию, а также четвертая по величине страна-донор Албании, предоставившая помощь в размере 73,8 миллиона евро.
Хотя в последующие годы отношения между Албанией и Грецией значительно улучшились, греческое меньшинство в Албании по-прежнему страдает от дискриминации, особенно в том, что касается образования на греческом языке, имущественных прав меньшинства и случаев насилия в отношении меньшинства со стороны националистических экстремистов. Напряжённость вновь возникла во время выборов в местные органы власти в Химаре в 2000 году, когда имел место ряд инцидентов враждебного отношения к греческому меньшинству, а также в связи с порчей указателей, написанных на греческом языке на юге страны албанскими националистическими элементами, и в последнее время после смерти Аристотелиса Гумаса. Албанское правительство начало проводит всё более активную кампанию по сносу домов этнических греков. Согласно дипломатическим источникам, в последнее время наблюдается всплеск националистической активности среди албанцев, направленной против греческого меньшинства, особенно после вынесения международным судом решения в пользу независимости Косово.

## Демография
В Албании греки считаются «национальным меньшинством». Достоверных статистических данных о численности каких-либо этнических меньшинств не имеется, а последняя официальная перепись населения (2011 год) широко оспаривается из-за бойкота и нарушений процедуры.
В целом Албания и Греция придерживаются различных и зачастую противоречивых оценок. Согласно данным, представленным греческой стороной Парижской конференции 1919 года, греческое меньшинство насчитывало 120 000 человек, а перепись 1989 года при коммунистическом режиме зафиксировала лишь 58 785 греков, хотя общее население Албании за это время утроилось. По оценкам албанского правительства, в начале 1990-х годов эта цифра возросла до 80 000 человек.
Однако изучаемый район был ограничен южной границей, и эта оценка считается заниженной. В соответствии с этим определением статус меньшинства был ограничен теми, кто проживал в 99 деревнях в южных пограничных районах, что исключало значительную концентрацию греческих поселений и делало меньшинство меньше, чем оно есть на самом деле. Представители греческого меньшинства утверждают, что в Албании насчитывается до 400 000 греков, или 12 % от общей численности населения в то время (из «Эпиротского лобби» греков с семейными корнями в Албании). Большинство западных оценок численности греческого меньшинства оценивают его примерно в 200 000 человек, или примерно в 6 % населения, хотя значительная их часть, возможно, две трети, мигрировало в Грецию в последние годы.
Организация наций и народов, не имеющих представительства оценивает численность греческого меньшинства примерно в 70 000 человек. По оценкам других независимых источников, численность греков в Северном Эпире составляет 117 000 человек (около 3,5 % от общей численности населения), что близко к оценкам, представленным во Всемирной книге фактов (2006) (около 3 %). Но это число было 8 % тем же агентством годом ранее. Опрос 2003 года, проведенный греческими учёными, оценивает численность греческого меньшинства примерно в 60 000 человек. Общая численность населения Северного Эпира оценивается примерно в 577 000 человек (2002 год), причем основными этническими группами являются албанцы, греки и влахи. Кроме того, по оценкам, в Греции проживают 189 000 этнических греков, являющихся гражданами Албании.
Греческое меньшинство в Албании расположено компактно, в округах Гирокастра и Саранды и в четырёх поселениях в прибрежной зоне Химары, где они составляют общее большинство населения. Грекоязычные поселения также находятся в пределах округа Пермети, недалеко от границы. Некоторые греческие говорящие также расположены в округе Корча. В связи с вынужденной и добровольной внутренней миграцией греков в Албанию в коммунистическую эпоху некоторые грекоязычные жители также проживают в районах Пермети и Тепелена. За пределами района, определённого как Северный Эпир, недалеко от Влёры существуют две прибрежные грекоязычные деревни. В то время как из-за вынужденных и ненасильственных внутренних перемещений греческого населения в Албании в коммунистическую эпоху некоторые грекоязычные также рассеяны в районах Берата, Дурреса, Кавайи, Пекини, Эльбасана и Тираны.